# Riki Kitawaki
Riki Kitawaki (北脇 里規?) (Tokio, Japón, 22 de noviembre de 1985) es un exfutbolista japonés. Jugaba de defensor y su último equipo fue el Azul Claro Numazu de la Japan Football League. La prensa paraguaya lo describe como un jugador "muy rápido, fuerte y con gran precisión a la hora de servir balones al área chica".

## Vida privada
Su madre es venezolana y su padre japonés. Aunque su madre es venezolana, no tiene doble nacionalidad al estar prohibido en Japón. Mientras que jugaba en Paraguay, vivió sólo mientras sus padres seguían en el Japón. Al llegar a Paraguay, comenzó a estudiar el español y con sus amigos aprendió muchas cosas. Le gusta el vorí vorí y la sopa paraguaya, además de otras comidas típicas de Paraguay. Vivió en Venezuela durante gran parte de su infancia.

## Trayectoria

### Tacuary

#### 2005
Su amigo le invitó a ir a practiar en Tacuary y él aceptó la invitación. Viajó a Paraguay mediante un empresario japonés y firmó contrato con Tacuary por cuatro años. Mientras jugaba en Tokio Verdy, su horizonte en aquel entonces apuntaba hacia Europa, pero a último momento un golpe al timón cambió su destino. Comenzó a jugar por el club en la Primera División de Paraguay a partir de septiembre de 2005. En diciembre de 2005, apareció por el plantel de reserva en un encuentro que Tacuary derrotó a domicilio, 4 a 2, al Sportivo Luqueño y lo apartó de la punta de la categoría Reserva. Entró a los 73 minutos del encuentro por Carlos Leite.

#### 2006
En 2006, Kitawali jugó pero el plantel de reserva de Tacuary, tiniendo como Ronald Huth como colega del equipo. En marzo de 2006, jugó de titular por el plantel de reserva en un empate de 2 a 2 contra Cerro Porteño, el club que se mantenía al tope en el torneo. En septiembre de 2006, jugó de titular en un encuentro del torneo de reserva contra el Club Nacional de Asunción que terminó 2 a 1 a favor de Tacuary. Para entonces, ambos del Club Libertad y el Club Tacuary tenían 16 puntos y no se apartaban de la punta del campeonato. En octubre de 2006, jugó en un partido importante del plantel de reserva contra el 3 de febrero de Ciudad del Este que terminó 2 a 1 a favor de Tacuary que dejó a equipo a 2 puntos del líder.

#### 2007
Fue cedido al Club Presidente Hayes de la Segunda División de Paraguay en 2007.

#### 2008
En 2008, se convirtió en titular del equipo como lateral derecho. Le gustaba más jugador como volante central, pero lo ha hecho como lateral por derecha en Tacuary. En abril de 2008, jugó de titular en un partido contra el Club Olimpia que Tacuary empató tras ir perdiendo por dos goles. En 2008, fue parte del equipo de Tacuary que se presentó en la ciudad de Yaguarón para disputar un encuentro benéfico ante el seleccionado local.

#### 2009
El 13 de mayo de 2009, anotó un gol contra Sportivo Luqueño, su primer gol de la temporada de 2009, en un partido que Tacuary terminó ganando 3 a 2 en los últimos minutos. Kitawaki fue el remplazante de Carlos Martínez para un juego en agosto de 2009 en la ciudad de Pedro Juan Caballero contra el Sportivo 2 de Mayo. Martínez había sido expulsado en un juego y Kitawaki fue la única variante que hizo el técnico Óscar Paulín en el plantel.

#### 2010
Su primera apariencia por el club en la temporada de 2010 fue en un partido contra el Club Olimpia el 7 de febrero. Jugó como titular el partido que fue disputado en el Estadio Manuel Ferreira del Olimpia, perdiendo el encuentro 3 a 2. Su último partido por Tacuary en la temporada de 2010 fue el 7 de agosto en una derrota de 1-0 contra el Club Guaraní. Logró 19 apariencias por el Club Tacuary en la temporada de 2010.

#### 2011
En la temporada de 2011, su última temporada en el Balompié Paraguayo, hizo su debut el 10 de septiembre contra Independiente de Campo Grande. Entró en la cancha a los 46 minutos por Cirilo Mora, en el encuentro que Tacuary perdió 1 a 0. Su primer gol en la temporada de 2011 fue contra el Sportivo Luqueño el 20 de noviembre de 2011, anotando el primer tanto a los 46 minutos en un partido que terminó 2 a 2. Su último partido en la temporada, y en el fútbol paraguayp, fue contra el Club Olimpia el 11 de diciembre. Kitawaki jugó el encuentro de titular que su club terminó perdiendo 3 a 2, contra el campeón del torneo clausura de 2011. Acumuló 9 apariencias por el club para la temporada de 2011.

## Clubes

### Juvenil
| Club             | País  | Año       |
| ---------------- | ----- | --------- |
| Tokyo Verdy 1969 | Japón | 1993-2003 |

### Profesional
| Club                  | País     | Año       |
| --------------------- | -------- | --------- |
| Tokyo Verdy 1969      | Japón    | 2003-2005 |
| Tacuary Football Club | Paraguay | 2005-2007 |
| 29 de Septiembre      | Paraguay |           |
| Club Presidente Hayes | Paraguay | 2007      |
| Tacuary Football Club | Paraguay | 2008-2012 |
| Júbilo Iwata          | Japón    | 2012-2014 |
| Azul Claro Numazu     | Japón    | 2014      |

## Estadísticas
| Club             | Temporada | Liga                         | Liga | Liga  | Continental | Continental | Otro | Otro  | Total | Total |
| Club             | Temporada | División                     | PJ   | Goles | PJ          | Goles       | PJ   | Goles | PJ    | Goles |
| ---------------- | --------- | ---------------------------- | ---- | ----- | ----------- | ----------- | ---- | ----- | ----- | ----- |
| Tacuary          | 2005      | Primera División             | ?    | ?     | -           | -           | -    | -     | ?     | ?     |
| 29 de Septiembre | 0000      | Tercera División de Paraguay | ?    | ?     | -           | -           | -    | -     | ?     | ?     |
| Presidente Hayes | 2007      | Segunda División de Paraguay | 0    | 0     | -           | -           | -    | -     | 0     | 0     |
| Tacuary          | 2008      | Primera División             | ?    | ?     | -           | -           | -    | -     | ?     | ?     |
| Tacuary          | 2009      | Primera División             | ?    | 1     | -           | -           | -    | -     | ?     | 1     |
| Tacuary          | 2010      | Primera División             | 19   | 0     | -           | -           | -    | -     | 19    | 0     |
| Tacuary          | 2011      | Primera División             | 9    | 1     | -           | -           | -    | -     | 9     | 1     |
| Tacuary          | 2012      | Primera División             | ?    | ?     | -           | -           | -    | -     | ?     | ?     |
| Total            | Total     | Total                        | -    | -     | -           | -           | -    | -     | -     | -     |